# Vegaexpeditionen 1878–1880

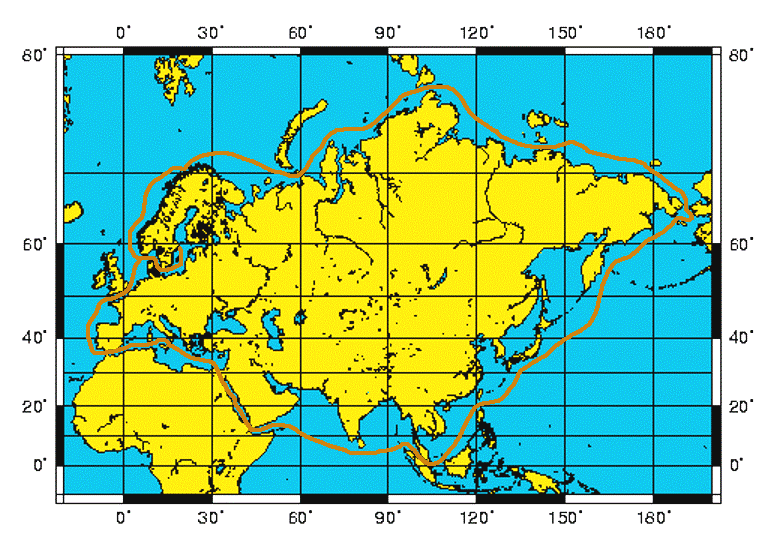
Karta över expeditionens rutt.

Vegaexpeditionen 1878–1880 under ledning av Adolf Erik Nordenskiöld var den första expeditionen som fann och genomseglade hela Nordostpassagen, en redan i mitten på 1700-talet förmodad sjöväg mellan Europa och Asien genom Norra ishavet. Kantad av strapatsrika äventyr och problem avslutades den dock lyckligt och expeditionen anses vara bland de främsta svenska vetenskapliga framgångarna.

## Planeringen

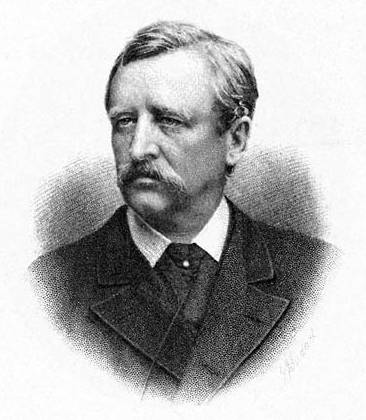
A. E. Nordenskiöld

### Bakgrund
De första utforskningarna kring en möjlig Nordostpassage gjordes redan i slutet på 1500-talet genom bland andra nederländske Willem Barents. Under 1600-talet nådde ryska pälsjägare längre och längre norrut. Ryske Semjon Dezjnjov blev 1648 den förste att segla igenom sundet mellan Alaska och Sibirien (nuvarande Berings sund) och 1742 upptäckte ryske Semjon Tjeljuskin den nordligaste platsen på den eurasiatiska kontinenten, Kap Tjeljuskin.
Även dansk-ryske Vitus Bering genomförde forskningsresor i området. I mitten av 1700-talet skrev den schweiziske geografen Samuel Engel en avhandling där han framlade sin teori om existensen av en Nordostpassage.

### Förberedelser
Nordenskiöld hade redan genomfört en rad forskningsresor i arktiska trakter, bland annat till Svalbard, Västgrönland, Karahavet och floden Jenisej.
År 1877 började Nordenskiöld sin planering av expeditionen att finna Nordostpassagen och i juli framlade han en detaljerad plan till kung Oscar II som accepterade förslaget. Nordenskiöld hade räknat ut att havet under sensommaren borde vara öppet ett stycke utanför Sibiriens kust. De stora sibiriska floderna förde nämligen med sig så väldiga massor av ljumt vatten från sydligare trakter att isbältet närmast kusten måste smälta bort. Av detta öppna vattenbälte tänkte han nu begagna sig.
Bland finansiärerna fanns dåvarande ordförande i Svenska Sällskapet för Antropologi och Geografi (SSAG), Kungliga Vetenskaps- och Vitterhetssamhället i Göteborg och privatpersonerna Aleksandr Sibirjakov och Oscar Dickson.
Expeditionsfartyget "Vega", ett sex år gammalt ombyggt tremastat sälfångstfartyg, inköptes till expeditionen och byggdes om på Karlskrona örlogsvarv för offentliga medel. Eftersom fartyget tidigare hade använts till sälfångst vid Grönland var det beklätt med en så kallad ishud av ett mycket hårt och segt träslag, som stod bra emot de skarpa isstyckena. 
På provianteringen nedlades särskilt stor omsorg. Tack vare den torde Vegaexpeditionen ha varit den första i sitt slag som helt slapp undan den fruktansvärda skörbjuggen, som var polarfararnas värsta fiende ända tills man upptäckte sättet att genom konservering hålla livsmedel färska.
Sibirjakov utrustade även ångaren "Lena", som skulle medfölja expeditionen fram till Lenafloden.

### Expeditionens medlemmar

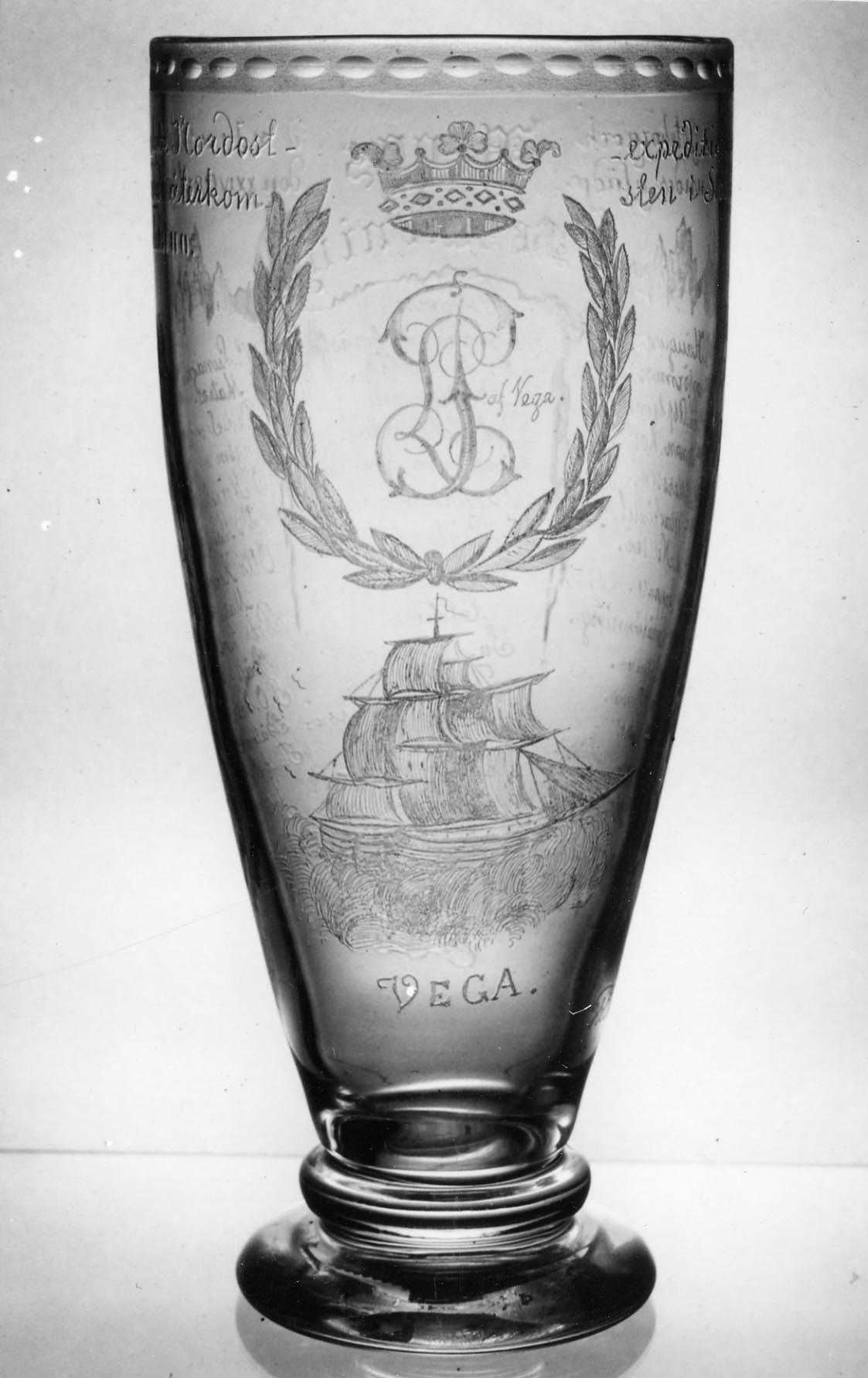
Minnespokal över Vegaexpeditionen av Hilda Petersson, med Vegas bild och ett ankare, Louis Palander af Vegas monogram inom bladdekor samt minnestext och en förteckning över Vegas besättning.

Adolf Arnold Louis Palander utsågs till expeditionens kapten. Palander var en erfaren sjöfarare som redan hade genomfört flera resor i arktiska områden och tidigare deltagit i Nordenskiölds expeditioner. Vidare ingick vetenskapsmän, befäl och en besättning om 21 man. samt xylografen Karl Johan Andersson
Vetenskapsmännen värvades bland olika naturvetenskapliga fakulteter och var
- Ernst Bernhard Almqvist, läkare och lichenolog
- Giacomo Bove, hydrograf
- Andreas Peter Hovgaard, meteorolog, ansvarade för de meteorologiska och magnetiska observationerna.
- Frans Reinhold Kjellman, botaniker
- Oscar Frithiof Nordqvist, tolk och zoolog
- Anton Julius Stuxberg, zoolog

Den flernationella besättningen ökade intresset och uppmärksamheten kring expeditionen även utomlands.

## Expeditionen

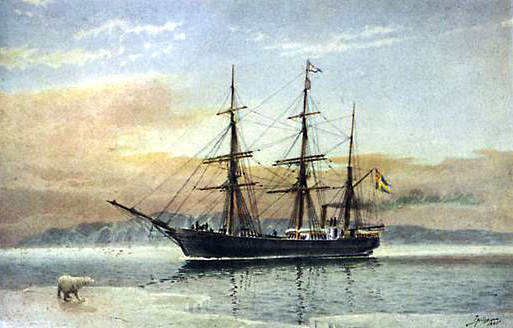
Fartyget Vega målat av Jacob Hägg.

Den 22 juni 1878 lämnade Vega Karlskrona med kurs mot Tromsø via Köpenhamn och Göteborg. Nordenskiöld själv anslöt först i Tromsø i juli.
Den 21 juli 1878 lämnade Vega och Lena Tromsø med kurs norrut och sedan genom Karahavet och man passerade Vajgatjön den 30 juli. Efter ett uppehåll i Dikson den 6 augusti fortsatte resan österut genom Nordenskiöldöarna och man nådde Kap Tjeljuskin där fartygen ankrade den 20 augusti. Nordenskiöld skrev:
"Vi hade nu nått ett stort, under århundraden förgäfves eftersträfvadt mål. För första gången låg ett fartyg förankradt utanför den gamla verldens nordligaste udde. Färden hade hittills förlöpt väl tack vare god planering och Nordenskiölds stora erfarenhet av arktiska expeditioner"
Efter ett uppehåll fortsatte expeditionen vidare norrut men tvingades åter sätta kurs mot söder och den isfria rännan längs Tajmyrhalvöns östra kust tills man nådde Lenaflodens mynning natten mellan den 27 och 28 augusti. Här skiljdes fartygen och Lena fortsatte uppför floden mot Jakutsk medan Vega fortsatte vidare österut och seglade igenom de Nysibiriska öarna kring den 3 september och Björnöarna något senare. Ismassorna ökade och färden blev långsammare då man ej vågade segla nattetid. Mellan den 12 och 18 september fick expeditionen göra ett stopp för att invänta gynnsammare isförhållanden. Nordenskiöld skriver: "att seglatsen längs Asiens nordkust började blifva något enformig. Äfven den ifrigaste polarfarare kan i längden ledsna på idel is, grund och dimma och idel dimma, grund och is".
Färden fortsatte mödosamt men den 28 september frös fartyget slutligen fast nära bosättningen Pitlekaj vid Koljutjinskaya guba (Koljutjinskayaviken) norra udde på Tjuktjerhalvön endast en knapp dagsresa från Uelen och Nordenskiöld skriver:
"Det var en oväntad motgång, så mycket svårare att med jemnmod fördraga, som det var ögonskenligt, att vi skulle hafva undgått densamma, om vi kommit några timmar tidigare till östra sidan af Koljutschin-bay. Talrika tillfällen hade under den föregående delen af resan funnits, då dessa timmar kunnat besparas". Även om Nordenskiöld var besviken hade risken för övervintring dock ingått i Nordenskiölds planering och fartyget hade förråd för två år.
Man fick sedan veta att ett amerikanskt valfångstfartyg vid samma tid legat endast en halv mil längre åt öster och lyckats ta sig ut genom Berings sund. Hade Vega bara kommit en timme tidigare så skulle nordostpassagen ha kunnat göras på en sommar. Nu fick man rusta sig för en övervintring.
Övervintringen utnyttjades till forskning och särskilt Nordqvists etnologiska studier av tjuktjerfolket.

### 1879

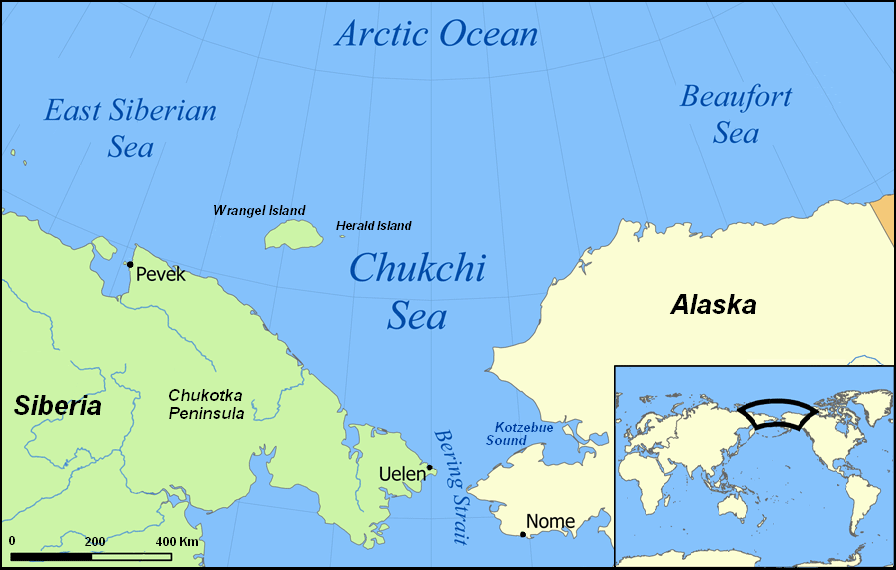
Vegas övervintringsplats, den stora viken nordväst om Uelen är Koljutjinskayaviken

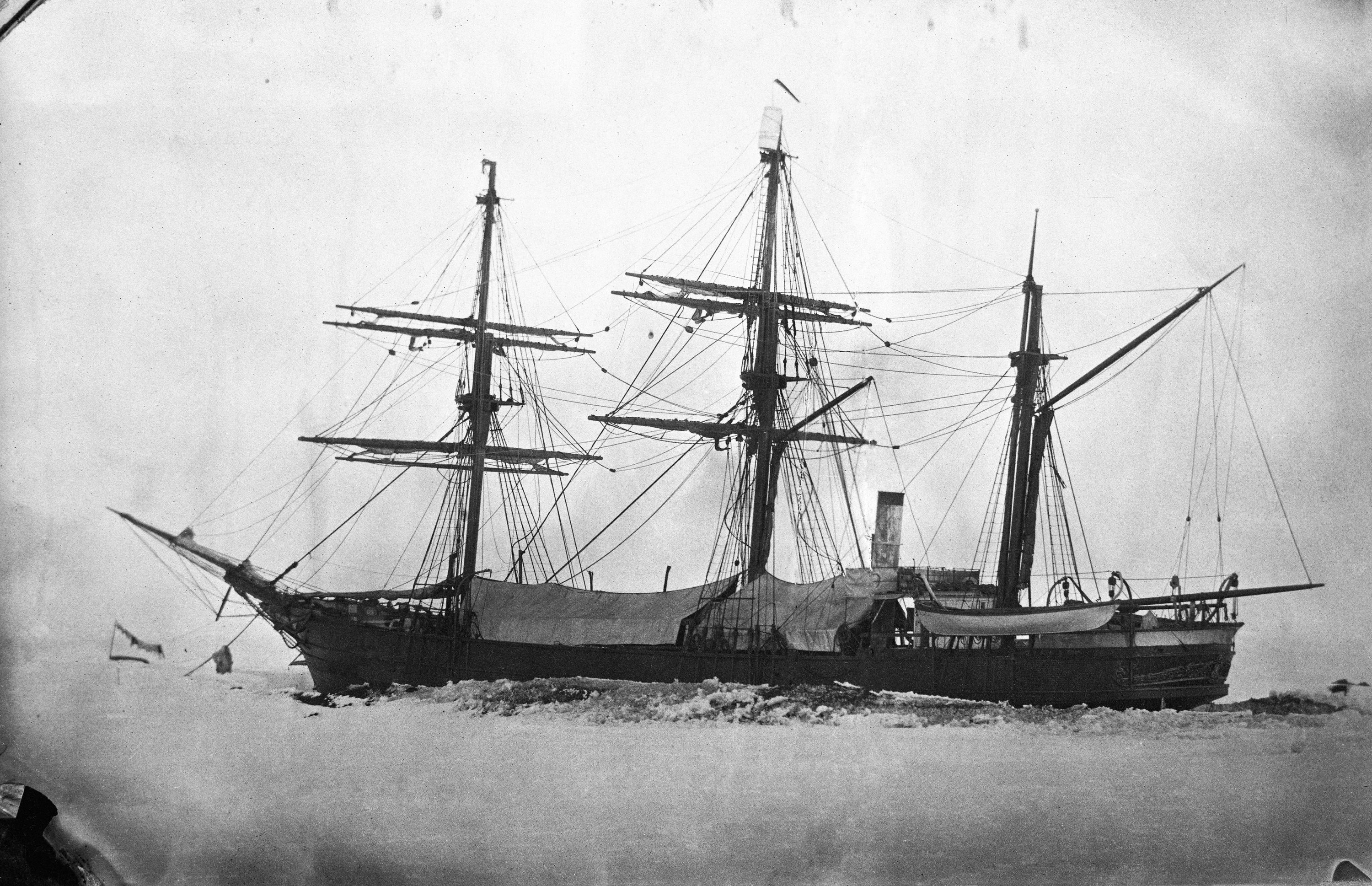
Fartyget Vega fastfruset i isen utanför Pitlekai. Foto av Louis Palander.

Kustlandet kring Vegas övervintringsplats var ödsligt och monotont men det var inte obebott. Pitlekaj var en liten tjuktjisk bosättning ett par kilometer från fartyget, och längre bort fanns fler boställen av liknande slag. Expeditionens umgänge med invånarna på platsen blev slutligen flitigt där tjuktjerna gjorde dagliga besök ombord på fartyget. Besättningen och forskarna hölls också sysselsatta med turer och studier inåt land.
Expeditionen gjorde flera försök att skicka hem meddelanden om sin belägenhet. Redan i början av oktober 1878 sändes ett brev iväg med tjuktjerna, men brevet anlände först den 10 maj 1879 till Irkutsk, det närmaste ryska samhälle med regelbunden postgång. Det dröjde sedan ytterligare till den 16 maj innan meddelandet nådde Stockholm, där man redan hade börjat fundera på undsättningsexpeditioner.
Kylan förblev sträng en bra bit in på våren. Ännu i mitten av april var det ofta närmare 40 grader kallt, och isens tjocklek tilltog alltjämt och långt in i juni var det fortfarande ofta åtskilliga minusgrader. Den 20 juni hade en råk öppnat sig någon mil öster om fartyget, men det skulle dröja ytterligare innan isen lossnade kring "Vega". Under middagen den 18 juli började isen äntligen att lossna och Nordenskiöld skriver: "Under middagen märktes plötsligt, att fartyget kom i en svag gungning; Palander rusade upp på däck, såg att isen var i rörelse, lät elda på maskinen, som länge sedan blifvit, i förväntan på denna stund, iordningstäld, och två timmar derefter, den 18 juli kl. 3 t. 30 min. e.m., var Vega flaggbeprydd under ånga och segel åter på väg mot målet".
Efter 10 månaders uppehåll fortsatte nu färden mot Stilla havet och redan den 20 juli nådde man Berings sund och rundade den eurasiatiska kontinentens östligaste udde Kap Dezjnjov  vilket avslutade Nordostpassagen.
Därefter utforskade expeditionen St. Lawrenceviken (Zaliv Lavrentija) och Konyamviken på Tjuktjerhalvön och Port Clarenceviken i Alaska . Därefter fortsatte man mot St. Lawrenceön dit man anlände den 31 juli. Kursen sattes åter österut och man anlände till Ostrov Beringa utanför östra Kamtjatka den 14 augusti. Här stannade expeditionen till den 19 augusti . Den 2 september anlände expeditionen till Yokohama och härifrån kunde man äntligen meddela världen via telegram att Nordostpassagen hade hittats och för första gången genomseglats. Mottagandet i Japan blev översvallande. Nordenskiöld och hans forskare fick audiens hos kejsaren Meiji och inbjöds till en rad platser över hela Japan. Expeditionen stannade nästan 2 månader i landet, mycket beroende på att "Vega" tagits in för renovering inför hemresan. 
Skeppstimmermannen Sven "Vega-Sven" Andersson var en i besättningen som skrev egen dagbok, främst riktad till "gomman Mari" hemma i Karlskrona. Andersson tappade bort dagboken i Nagasaki och därefter är dess öde okänt. Dagboken var försvunnen i 20 år innan den återfanns av svenske sjökapten Fröberg i en lumpbod i Shanghai i Kina i april 1898. Fröberg överlämnade dagboken till dåvarande svenske handelsattachén i Östasien. Via London kom dagboken slutligen till Sverige 1908 och ingår idag i Kungliga Vetenskapsakademiens samlingar . Boken gavs ut 1979 under titeln Sven Anderssons journal förd å ångfartyget Vega under expeditionen åt Norra Ishavet, åren 1878–1879.
Hemresan blev ett triumftåg runt Asien och Medelhavet och expeditionen fick fortsatt storartad mottagande vid uppehåll i Hongkong, Labuan, Singapore och Ceylon. "Vega" lämnade Galle på Ceylon den 22 december.

### 1880

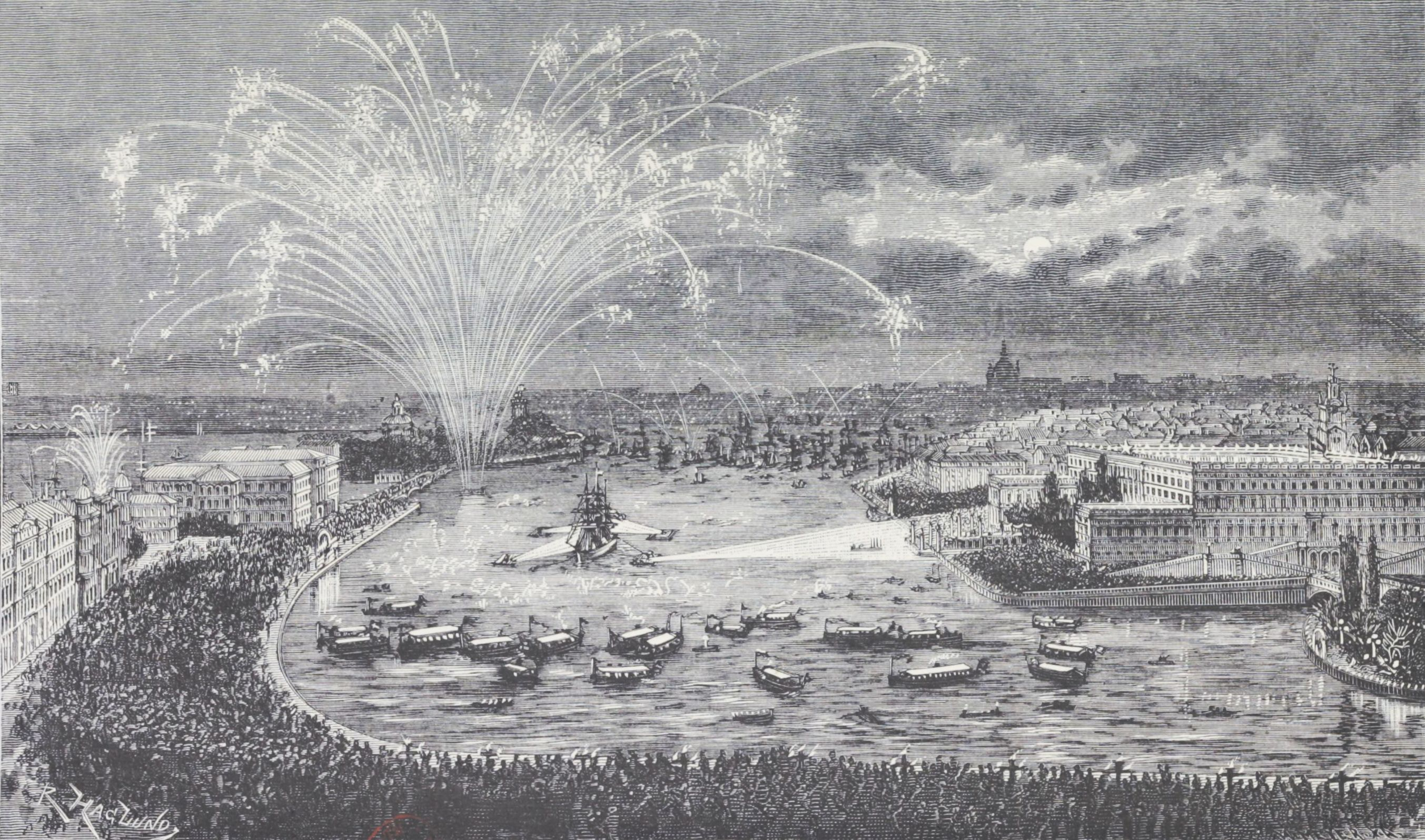
Vegas hemkomst

Expeditionen anlände till Aden den 7 januari och fartyget hälsades med 21 salutskott. Den 9 januari fortsatte resan genom Röda havet och "Vega" anlände till Suez den 27 januari. Härifrån gjordes en utflykt till Kairo och den 3 februari fortsatte hemresan genom Suezkanalen där man nådde Port Said den 5 februari  Den 14 februari anlände expeditionen till Neapel som första anhalt i Europa och även här blev mottagandet överväldigande inte minst på grund av italienske Boves deltagande. Efter besök i Rom lämnade "Vega" Neapel den 29 februari dock utan Almqvist, Kjellman, Nordqvist och Stuxberg som valde landvägen hem och Bove som av familjeskäl stannade kvar i Italien. Den 9 mars passerades Gibraltar sund och man ankrade i Lissabon den 11 mars. Den 16 mars fortsatte resan och man anlände till Falmouth den 25 mars. Även här blev det en rad bjudningar varpå expeditionen sedan även gjorde en utflykt till Paris. Den 3 april lämnade sällskapet Paris och tog sig till nederländska Vlissingen dit fartyget färdats sjövägen.
Den 16 april nådde man Köpenhamn och nya överväldigande festligheter inte minst på grund av danske Hovgaards deltagande. Den 20 april lämnade "Vega" Köpenhamn och den 24 april kl 08:00 passerades Vaxholm och slutligen fälldes ankaret på Stockholms ström kl. 22:00 efter en resan på 22 189 nautiska mil . Hela Stockholm var i festyra då "Vega" anlände och hela Stockholms slott strålade i ett hav av ljus och lågor. Varje besättningsmans namn, från Nordenskiölds till den yngste matrosens, syntes i eldslågor på slottets fasad. Vegamännen välkomnades på slottet av hela den kungliga familjen och Nordenskiöld skriver: "Fyrverkerier afbrändes och kanoners dån blandade sig med skallande hurrarop från tusentals åskådare. Sedan vi ytterligare vid Kastellholmen helsats med salut, fäldes ankaret på Stockholms ström kl. 10 e.m." Välkomstceremonin var arrangerad av Magnus Isæus och bland åskådarna fanns även en ung Sven Hedin.
Samtliga i besättningen tilldelades Nordstjärnemedaljen i guld/silver med anledning av Vegaexpeditionen av kung Oscar II. Nordenskiöld upphöjdes till friherre och Palander adlades Palander af Vega.
Vegaexpeditionens totala utgifter var efter avslutad räkning den 1 oktober på 419 177 kr. Till dessa bidrog svenska statsverket med 59 957 kr och de tre mecenaterna Kung Oscar II, hr Oscar Dickson och Sibiriakoff med 120 000 kr. vardera (4:e spalten).

## Resultat

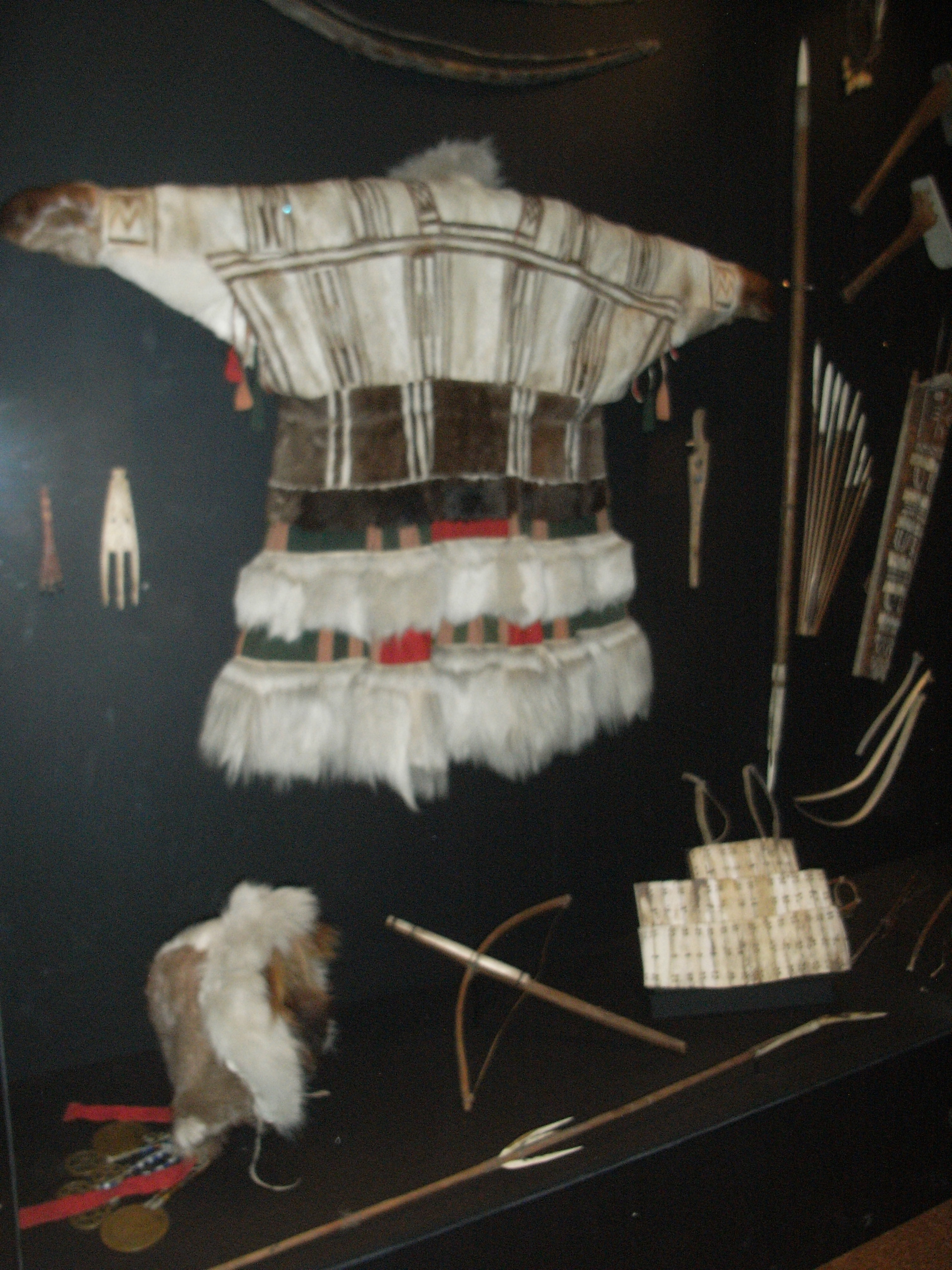
Monter med föremål från expeditionen, Etnografiska museet, Stockholm

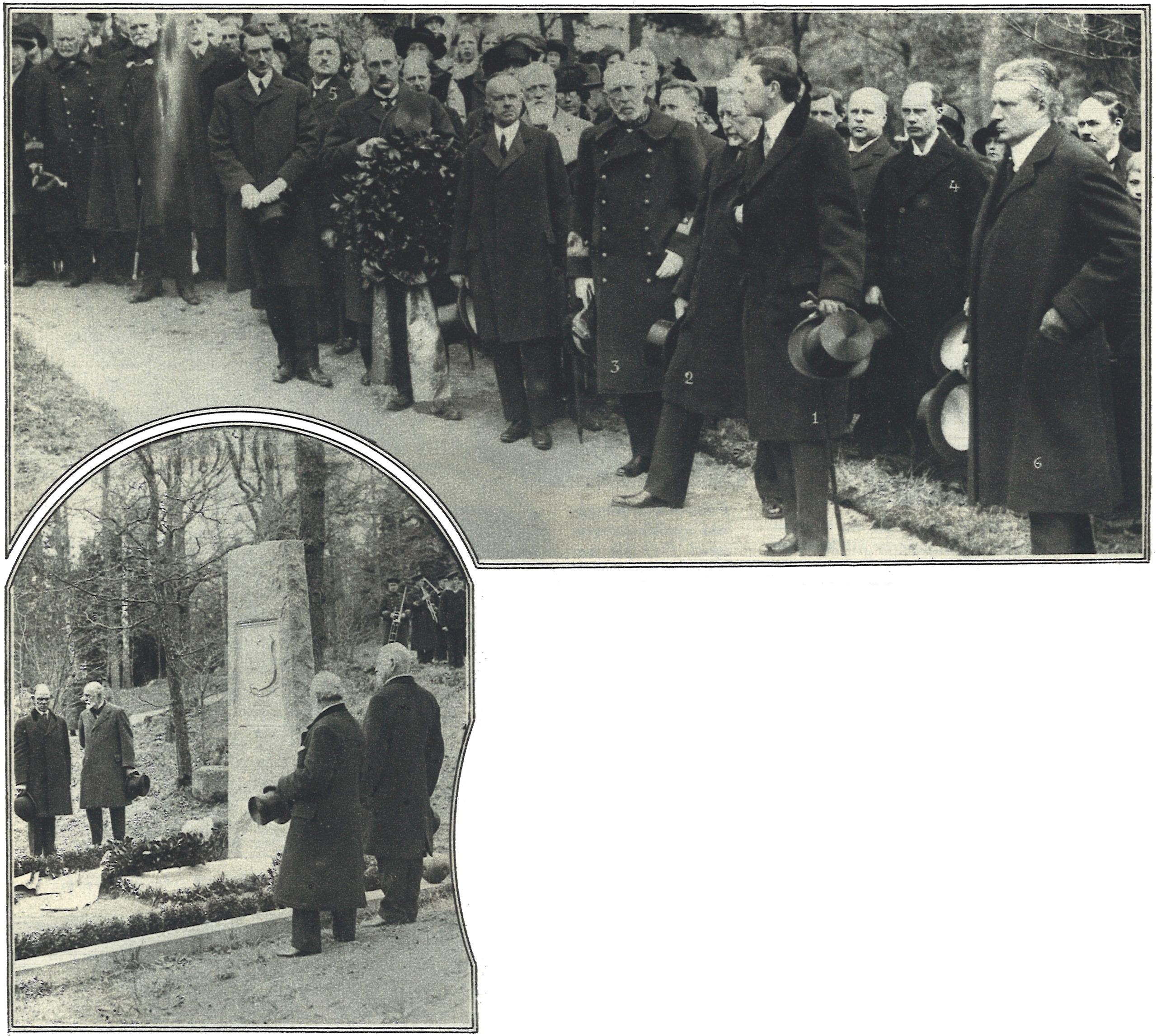
På Vegadagen 1925 avtäcktes en minnesvård på Louis Palanders grav i närvaro av bland annat kronprins Gustaf Adolf, andra representanter för kungahuset, statsminister Rickard Sandler och upptäcktsresanden Sven Hedin.

Expeditionen hade nått sitt syfte att hitta Nordostpassagen men samtidigt också visat att rutten inte kunde nyttjas som handelsväg. Expeditionens vetenskapliga värde blev de omfattande geografiska, geologiska, botaniska, zoologiska och etnografiska studierna man utförde främst under resans vinteruppehåll.
Expeditionens studier publicerades i en rad vetenskapliga rapporter och en skriftlig redogörelse för expeditionens öden, äventyr och rön gavs sedermera ut i fem band Vega-expeditionens vetenskapliga iakttagelser (5 band, utgivna 1882–1887). Några månader efter hemkomsten ordnades en utställning om expeditionen på Stockholms slott och materialet från expeditionen visades även upp vid Stockholmsutställningen 1897 . Nordenskiöld och Palander publicerade senare även sina dagboksanteckningar i bokform. Nordiska museet bevarar en del föremål och fotografier från expeditionen men större samlingar finns även hos bland annat Statens museer för Världskultur och Naturhistoriska riksmuseet.
1880 instiftades Vegamedaljen och sedan 1902 firas den 24 april som "Vegadagen".
Först 1915 färdades ryske Boris Vilkitskij ånyo igenom Nordostpassagen, denna gång från öst till väst, under den stora hydrografiska kartläggningsexpeditionen av Norra ishavet åren 1910 till 1915.